# Filipiny na Letnich Igrzyskach Olimpijskich 1996
Filipiny na Letnich Igrzyskach Olimpijskich 1996 reprezentowało 12 zawodników: ośmiu mężczyzn i cztery kobiety. Był to 16 start reprezentacji Filipin na letnich igrzyskach olimpijskich.

## Zdobyte medale
| Medal  | Zawodnik         | Dyscyplina | Konkurencja              | Rezultat                                     |
| ------ | ---------------- | ---------- | ------------------------ | -------------------------------------------- |
| Srebro | Mansueto Velasco | Boks       | waga papierowa mężczyźni | w finale uległ Bułgarowi Danielowi Petrowowi |

## Skład kadry

### Badminton
Kobiety
- Amparo Lim - gra pojedyncza - 33. miejsce,

### Boks
Mężczyźni
- Mansueto Velasco waga papierowa do 48 kg - 2. miejsce,
- Elias Recaido waga musza do 52 kg - 6. miejsce,
- Virgilio Vicera waga kogucia do 54 kg - 17. miejsce,
- Romeo Brin waga lekka do 60 kg - 17. miejsce,
- Reynaldo Galido waga lekkopółśrednia do 63,5 kg - 17. miejsce,

### Jeździectwo
- Denise Cojuangco - skoki przez przeszkody indywidualnie - 70. miejsce,

### Lekkoatletyka
Kobiety
- Elma Muros - skok w dal - 29. miejsce,

Mężczyźni
- Roy Vence - maraton - 100. miejsce,

### Pływanie
Kobiety
- Gillian Thomson

50 m stylem dowolnym - 51. miejsce,
100 m stylem grzbietowym - 28. miejsce,
200 m stylem grzbietowym - 29. miejsce,
200 m stylem zmiennym - 38. miejsce,
Mężczyźni
- Raymond Papa

200 m stylem dowolnym - 35. miejsce,
100 m stylem grzbietowym - 31. miejsce,
200 m stylem grzbietowym - 25. miejsce,

### Strzelectwo
Mężczyźni
- George Earnshaw

trap - 56. miejsce,
podwójny trap - 27. miejsce,